# Dràcula 72
 Dracula 72 (Dracula A.D. 1972) és una pel·lícula britànica del director canadenc Alan Gibson, estrenada el 1972. Ha estat doblada al català.
És la setena pel·lícula de la saga Dràcula  dirigida per l'estudi Hammer Films. És precedida de la pel·lícula Les cicatrius de Dràcula i continua amb The Satanic Rites of Dracula.

Aquest episodi marca una ruptura en la saga, Dràcula, que ressuscita en ple segle xx.

## Argument
Johnny Alucard, un jove dandi, porta la seva banda d'amics a una missa negra sense saber que ressuscitaran el mític vampir Dràcula. Els joves seran perseguits pel vampir que no té cap problema en adaptar-se al segle xx. És descendent d'Abraham Van Helsing, Lorrimer, i la seva filla, que perseguiran el vampir per posar-lo fora de combat.

## Repartiment
- Christopher Lee: Comte Dracula
- Peter Cushing: Abraham Van Helsing / Lorrimer Van Helsing
- Stephanie Beacham: Jessica Van Helsing
- Christopher Neame: Johnny Alucard
- Michael Coles: Inspector Murray

## Banda sonora
Excepcionalment, la banda musical de Dràcula 72  és confiada no a James Bernard, qui fins aquí s'encarregava de la majoria dels episodis, sinó a Michael Vickers que va afegir una tonalitat clarament més Pop a la seva partitura.

## Continuació
Alan Gibson portarà a la pantalla, l'any següent, l'última interpretació de Dràcula per Christopher Lee a compte de la Hammer: The Satanic Rites of Dracula (1973).